# 埼玉vs.千葉系列戰
埼玉vs千葉系列戰是指日本職棒太平洋聯盟中, 屬地同在關東地方的埼玉西武獅隊和千葉羅德海洋隊、這兩隊之間的地區對戰組合; 是宣傳行銷的一種手法。
從2003年球季結束後, 主場仍在關東地方的太平洋聯盟球隊、只剩西武獅和千葉羅德海洋兩隊。由於雙方都有熱烈的支持者, 所以漸漸出現當雙方對戰時、誰的隊名應該在前的爭議。
2013年在得到埼玉縣和千葉縣、兩縣縣政府的認可後, 兩隊展開雙方之間的地區對戰。
賽程是兩隊各三主場、三客場; 雙方對戰時, 球員均穿著己方屬地地名的球衣。六場對戰完畢後、戰績優勝的隊伍, 可獲得:「來年整個球季、雙方對戰時,隊名在前的權利。」
2013年的系列戰是埼玉西武獅獲勝（4勝2敗）; 而2014年的系列戰雙方戰平, 所以2015年沿用2013年的戰績：「在宣傳和播報時、埼玉西武獅的隊名在前。」